# Anfangsstrecke
Anfangstrecke ist ein Begriff der Mengenlehre und der Ordnungstheorie. Man versteht unter Anfangsstrecke einer geordneten Klasse {\displaystyle (K,<)} jede aus den Vorgängern eines Elementes {\displaystyle b\in K} bestehende Teilklasse
{\displaystyle T^{<b}=\{x\in K\mid x<b\}}.
Die Bezeichnung Anfangsstrecke geht auf Hausdorff zurück. Bei Cantor werden die Anfangsstrecken Abschnitte genannt. Die Anfangsstrecken sind Anfangsstücke.